# Нейрин
Нейри́н или гидрокси́д триметилвиниламмо́ния — органическое соединение, непредельный амин, производное холина (четвертичное аммонийное соединение) с формулой {\displaystyle {\ce {[(CH3)3N^{+}-CH=CH2]OH^{-}}}}.
Высокотоксичен, образуется при гниении белковых тел.
Содержится в трупном яде, гниющем мясе.

## Физические и химические свойства
Нейрин представляет собой сиропообразную бесцветную жидкость, хорошо растворимую в воде, гигроскопичен.
Образуется при распаде или нагревании холина, от которого отщепляется молекула воды - происходит дегидратация холина, анион {\displaystyle {\ce {OH^{-}}}} в уравнении опущен:
{\displaystyle {\ce {(H3C)3N + (CH2)2OH ->[\Delta t]}}}
{\displaystyle {\ce {-> (H3C)3N+CH=CH2 + H2O}}}.

## Токсичность
В исследованиях, проведенных в 1926 и 1935 годах на морских свинках, мышах и кроликах, нейрин показал относительно высокую токсичность. Определённые значения ЛД50 составили от 30 до 100 мг/кг массы тела подопытных животных.